# Коган, Леонид Борисович (тренер)
Леонид Борисович Коган (ивр. לאוניד קוגן‎; род. 20 августа 1937, Жашков, Киевская область, ныне Черкасская область) — советский спортсмен и тренер по гандболу. Мастер спорта СССР (1962), заслуженный тренер Украинской ССР (1980), заслуженный  тренер СССР (1983).

## Биография
Окончил факультет физической культуры Кишинёвского университета (1965). Работал тренером в Киевской СДЮШОР № 2, был старшим тренером женских команд «Автомобилист» (Киев, Украинская ССР) и «Пламя» (Бровары, Украинская ССР), женской юниорской сборной СССР.
Под его руководством юниорская сборная команда СССР стала серебряным призёром (1978) и чемпионом мира (1979).
Подготовил 11 мастеров спорта международного класса и 3-х заслуженных мастера спорта СССР. Среди воспитанников — И. Билецкая, Л. Карлова, И. Малько, Е. Немашкало, А. Сагитова.
В 1990 году выехал в Израиль, где работал тренером мужской сборной команды страны. Позже перешел на учительскую работу.